# Миколаївка (Крупський район)
Миколаївка (біл. вёска Мікалаеўка) — село в складі Крупського району Мінської області, Білорусь. Село підпорядковане Ухвальській сільській раді, розташоване в східній частині області.